# Radoslav Kráľ
Radoslav Kráľ (20 de fevereiro de 1974) é um futebolista profissional eslovaco que atua como defensor.

## Carreira
Radoslav Kráľ representou a Seleção Eslovaca de Futebol, nas Olimpíadas de 2000. 